# Chiesa di San Damaso
La chiesa di San Damaso è una chiesa di Roma, nel quartiere Gianicolense, in via di Monte Verde.

## Storia
Essa fu costruita su progetti dell'architetto Pasquale Carbonara nel 1969. È dedicata a papa Damaso I, vissuto nel IV secolo, pontefice dal 366 al 384, grande restauratore di basiliche e di catacombe romane, autore di numerose iscrizioni celebrative di martiri, scritte in eleganti caratteri appositamente ideati dal calligrafo Furio Dionisio Filocalo e perciò detti filocaliani.
La chiesa è sede della parrocchia omonima, istituita il 25 marzo 1961 con decreto del cardinale vicario Clemente Micara “Cum in regione” . La chiesa ha ricevuto la visita di Giovanni Paolo II il 6 marzo 1988.

## Descrizione

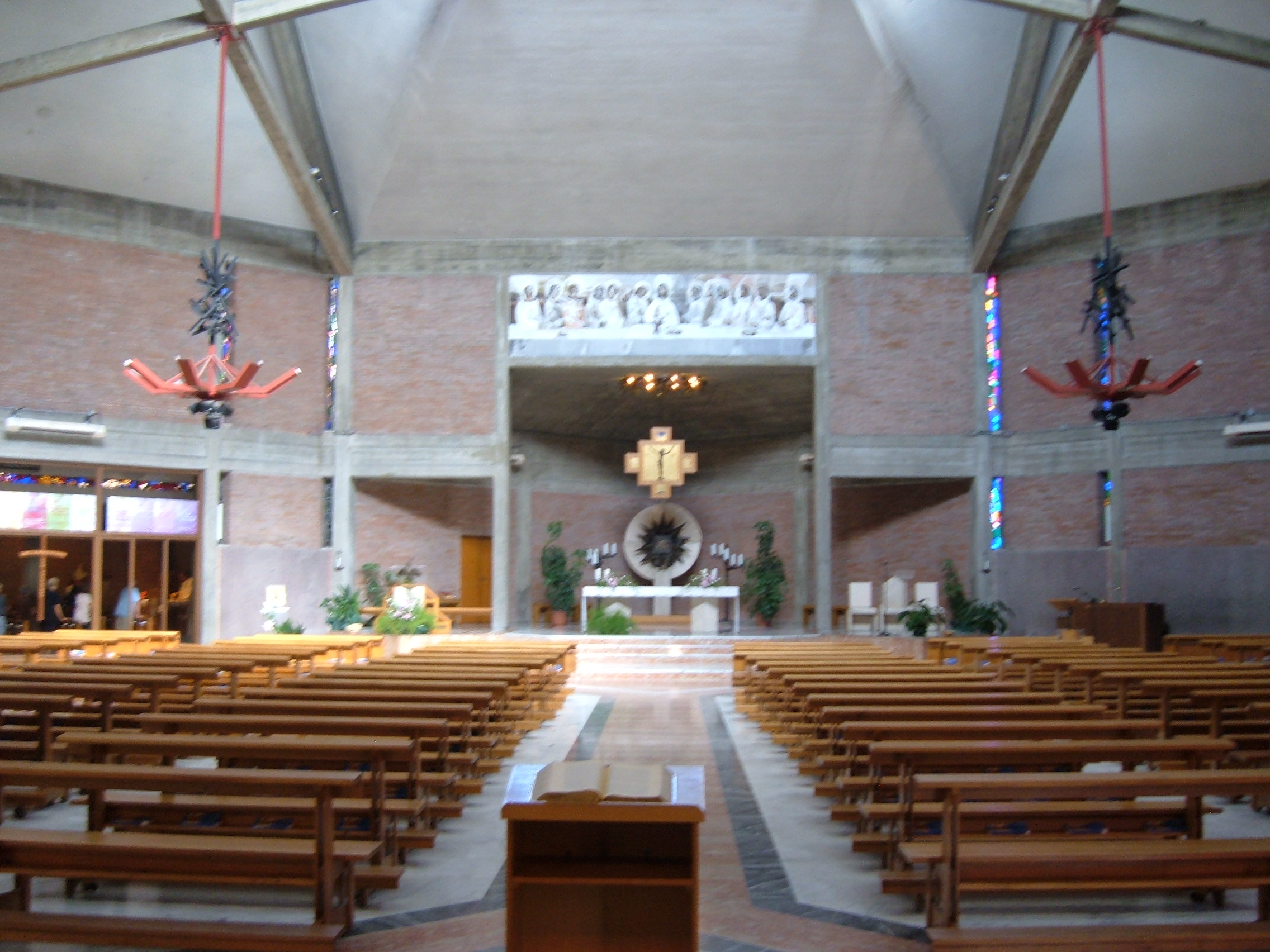
Interno

È a pianta circolare, in cemento armato a vista, con copertura a lastre verdi. Esternamente si presenta con un'ampia scalinata che dà accesso ad un portico ove si aprono le tre porte d'ingresso. Sopra le due porte laterali troviamo le scritte Ego sum ostium e Ego sum pastor bonus. Sopra il portico è la scritta dedicatoria: D.O.M. in honorem Sancti Damasi papae A.D. MCMLXIX.
L'interno ha uno sviluppo circolare. Sopra l'altare, posto in una rientranza opposta all'ingresso, spicca un disegno che raffigura l’Ultima Cena di Gesù con gli apostoli. Significativa è la cappella del battistero, ove il fonte battesimale è raffigurato come un otre, affiancato da una croce in bronzo attorno alla quale sono raffigurate tre colombe, anch'esse di bronzo; tre grandi pannelli in terracotta raffigurano donne alla fontana, viste dalla parte dell'acqua. Sulla destra si trova la mostra d'organo mentre la consolle è posizionata accanto al presbiterio. A sinistra invece si trova la statua della Madonna della Fiducia.
Dalla volta pendono quattro lampadari in ferro realizzati dallo scultore Ubert Piacco, collocati nello spazio e proiettati in un tempo senza riferimento storico. In posizione perpendicolare rispetto all'altare, lo scultore ha invece realizzato, in ferro, una corona di spine che cinge una fonte luminosa circolare orientata verso il cielo.